# Live in Gdańsk (album Davida Gilmoura)
Live in Gdańsk – koncertowy album Davida Gilmoura z zapisem koncertu Przestrzeń Wolności w Stoczni Gdańskiej z 26 sierpnia 2006 roku. Wydany 22 września 2008 w Europie oraz 23 września 2008 w Ameryce Północnej. Oprócz utworów z koncertu w Gdańsku album, w zależności od wersji, zawiera liczne dodatki.
Album w Polsce uzyskał certyfikat platynowej płyty.

## Wersje albumu
- Dwie płyty cd zawierające cały zapis koncertu;
- Dwie płyty CD oraz jedna DVD, na której znajduje się 114 minut z koncertu oraz 36 minut filmu dokumentalnego o koncercie;
- Dwie płyty CD oraz dwie DVD, na dodatkowej płycie DVD znajduje się album On an Island w wersji 5.1 surround-sound;
- Trzy płyty CD oraz dwie DVD, na trzeciej płycie CD znajduje się 11 utworów z różnych występów Davida Gilmoura z 2006 roku;
- Pięć płyt winylowych zawierających cały zapis koncertu.

## Lista utworów

### CD 1
1. „Speak to Me”
2. „Breathe”
3. „Time” / „Breathe (Reprise)”
4. „Castellorizon”
5. „On an Island”
6. „The Blue”
7. „Red Sky at Night”
8. „This Heaven”
9. „Then I Close My Eyes”
10. „Smile”
11. „Take a Breath”
12. „A Pocketful of Stones”
13. „Where We Start”

### CD 2
1. „Shine on You Crazy Diamond”
2. „Wot's... Uh the Deal?” (załączony tylko w wersji winylowej oraz jako utwór dodatkowy)
3. „Astronomy Domine”
4. „Fat Old Sun”
5. „High Hopes”
6. „Echoes”
7. „Wish You Were Here”
8. „A Great Day for Freedom”
9. „Comfortably Numb”

### DVD 1
114 minut z koncertu oraz 36 minut filmu dokumentalnego o koncercie
1. „Castellorizon”
2. „On an Island”
3. „The Blue”
4. „Red Sky at Night”
5. „This Heaven”
6. „Then I Close My Eyes”
7. „Smile”
8. „Take a Breath”
9. „A Pocketful of Stones”
10. „Where We Start”
11. „Astronomy Domine”
12. „High Hopes”
13. „Echoes”
14. „A Great Day for Freedom”
15. „Comfortably Numb”

### CD 3
Dodatkowe utwory z trasy koncertowej promującej album On an Island. Piosenki są również dostępne na specjalnej stronie internetowej, która wymaga uwierzytelnienia przez jedną z płyt DVD.
1. „Shine On You Crazy Diamond” (Wenecja, 12 sierpnia 2006)
2. „Dominoes” (Paryż, 15 marca 2006)
3. „The Blue” (Wiedeń, 31 lipca 2006)
4. „Take a Breath” (Monachium, 29 lipca 2006)
5. „Wish You Were Here” (Glasgow, 27 maja 2006)
6. „Coming Back to Life” (Florencja, 2 sierpnia 2006)
7. „Find the Cost of Freedom” (Manchester, 26 maja 2006)
8. „This Heaven” (Wiedeń, 31 lipca 2006)
9. „On the Turning Away” (Wenecja, 12 sierpnia 2006)
10. „Wearing the Inside Out” (Mediolan, 25 marca 2006)
11. „A Pocketful of Stones” (Wiedeń, 31 lipca 2006)
12. „Where We Start” (Wiedeń, 31 lipca 2006)

### DVD 2
- Album On an Island w wersji 5.1 surround
- Trzy nowe wersje jamu ze stycznia 2007 roku
- Utwory z występu w Mermaid Theatre, z marca 2006
  - „Shine on You Crazy Diamond”
  - „Wearing the Inside Out”
  - „Comfortably Numb”
- Utwory z AOL Sessions
  - „On an Island”
  - „High Hopes”
- Utwory z sesji na Abbey Road
  - „The Blue”
  - „Take a Breath”
  - „Echoes”

## Skład
- David Gilmour – wokal, gitary, cümbüs w „Then I Close My Eyes”, saksofon w „Red Sky at Night”
- Richard Wright – wokal, instrumenty klawiszowe, syntezatory
- Phil Manzanera – wokal gitary, harmonika szklana w „Shine on You Crazy Diamond”
- Guy Pratt – wokal, gitara basowa, gitara w „Then I Close My Eyes”, harmonika szklana w „Shine on You Crazy Diamond”
- Jon Carin – wokal, instrumenty klawiszowe, elektryczna gitara hawajska
- Dick Parry – saksofony, harmonika szklana w „Shine on You Crazy Diamond”
- Steve Di Stanislao – wokal, perkusja
- Zbigniew Preisner – orkiestra
- Leszek Możdżer – fortepian
- Polska Filharmonia Bałtycka
- Igor Sklyarov – harmonika szklana w „Shine On You Crazy Diamond” z Wenecji (12 sierpnia 2006)

## Pozycje na listach
| Lista | Kraj   | Pozycja |
| ----- | ------ | ------- |
| OLiS  | Polska | 5       |